# Цефус Загайкевича
Цефус Загайкевича (Cephus zahaikevitshi) — вид комах з родини Cephidae.

## Морфологічні ознаки
Тіло чорне. Крила димчасті. Піхва яйцеклада до вершини звужується. Між 8 та 9 тергітами черевця є виїмка. Довжина тіла — 8 мм.

## Поширення
Північне передгір'я Кримських гір. Зустрічається дуже рідко (поодинокі особини).

## Особливості біології
Населяє лісові галявини нижнього поясу широколистяного гірського лісу.

## Загрози та охорона
Загрози: повне викошування злакового різнотрав'я на галявинах.
Треба вивчити особливості 6іології виду, створити ентомологічні заказники у місцях його перебування.